# Plinia salticola
Plinia salticola är en myrtenväxtart som beskrevs av Mcvaugh. Plinia salticola ingår i släktet Plinia och familjen myrtenväxter. Inga underarter finns listade i Catalogue of Life.